# Вентурини, Фернанда
Фернанда Порто Вентурини (порт.-браз. Fernanda Porto Venturini; род. 24 октября 1970, Араракуара, штат Сан-Паулу, Бразилия) — бразильская волейболистка, связующая.

## Биография
Волейболом начала заниматься в 11-летнем возрасте и уже через 3 года включена в юниорскую команду из Рибейран-Прету. В 1986 дебютировала в суперлиге чемпионата Бразилии в составе команды «Пан-де-Асукар» (Сан-Каэтану-ду-Сул). В сильнейших командах страны выступала до 2006 года (кроме сезона 2001/02, пропущенного из-за рождения первой дочери), став за это время 12-кратной чемпионкой Бразилии, 5-кратным победителем клубного чемпионата Южной Америки и двукратной чемпионкой мира среди клубов. В 2006—2007 один сезон играла за испанскую «Групо-2002» из Мурсии, с которой выиграла все 4 турнира, в которых команда принимала участие — чемпионат, Кубок и Суперкубок Испании и Кубок топ-команд ЕКВ. В 2007 завершила игровую карьеру, но в 2011 на один сезон вернулась в волейбол, став с командой «Юнилевер» из Рио-де-Жанейро серебряным призёром чемпионата Бразилии, после чего окончательно покинула спорт.  
В 1986—1989 выступала за молодёжную и юниорскую сборные Бразилии, выиграв в их составах 3 золотые награды континентального и мировых первенств. В 1988 году дебютировала в главной сборной страны на олимпийских играх в Сеуле. За национальную команду выступала до 1998 и в 2003 и 2004 годах, став бронзовым призёром Олимпиады-1996, серебряным призёром чемпионата мира 1994, 3-кратной чемпионкой Южной Америки, 3-кратным победителем Мирового Гран-при, двукратным призёром Кубка мира, серебряным призёром Панамериканских игр 1991. После неудачи сборной на олимпийских играх 2004 в Афинах, когда бразильские волейболистки уступили в практически выигранном полуфинальном матче со сборной России, а затем проиграли и в матче за «бронзу» команде Кубы, Вентурини завершила карьеру в национальной сборной, продолжив выступления за клубные команды.
До 1988 года выступала в качестве нападающей-доигровщицы, но затем поменяла игровое амплуа на связующую. В активе Вентурини множество индивидуальных призов на уровне турниров среди сборных и клубов. 6 раз признавалась лучшим игроком соревнований и 16 раз — лучшей связующей.
В 2022 году была включена в Волейбольный зал славы в Холиоке (США).

### Клубная карьера
- 1984—1985 —  «Рекра» (Рибейран-Прету);
- 1986—1987 —  «Пан-де-Асукар» (Сан-Каэтану-ду-Сул);
- 1987—1991 —  «Садия» (Сан-Паулу);
- 1991—1992 —  «Минас» (Белу-Оризонти);
- 1992—1994 —  «Носса-Кайша» (Рибейран-Прету);
- 1994—1997 —  «Лейте-Моса»/«Лейте-Нестле» (Сорокаба/Жундиаи);
- 1997—2000 —  «Рексона-Парана» (Куритиба);
- 2000—2001 —  «Васко да Гама» (Рио-де-Жанейро);
- 2002—2004 —  БКН/«Финаса-Озаску» (Озаску);
- 2004—2006 —  «Рексона-Адис» (Рио-де-Жанейро);
- 2006—2007 —  «Групо-2002» (Мурсия);
- 2011—2012 —  «Юнилевер» (Рио-де-Жанейро).

## Достижения

### Со сборными Бразилии
- бронзовый призёр Олимпийских игр 1996.
- серебряный призёр чемпионата мира 2014.
- серебряный (1995) и бронзовый (2003) призёр розыгрышей Кубка мира.
- бронзовый призёр розыгрыша Всемирного Кубка чемпионов 1997.
- 3-кратная чемпионка Мирового Гран-при — 1994, 1996, 2004;
  - серебряный призёр Мирового Гран-при 1995.
- серебряный призёр Панамериканских игр 1991.
- 3-кратная чемпионка Южной Америки — 1991, 1995, 2003;
  - двукратный серебряный призёр чемпионатов Южной Америки — 1989, 1993.
- бронзовый призёр Игр доброй воли 1990.

- двукратная чемпионка мира среди молодёжных команд — 1987, 1989.
- серебряный призёр молодёжного чемпионата Южной Америки 1986.
- серебряный призёр чемпионата мира среди девушек 1989.
- чемпионка Южной Америки среди девушек 1986.

### С клубами
- 12-кратная чемпионка Бразилии — 1989—1991, 1994—1998, 2000, 2003, 2004, 2006;
  - 5-кратный серебряный призёр чемпионатов Бразилии — 1992, 1999, 2001, 2005, 2012.
- чемпионка Испании 2007.
- победитель розыгрыша Кубка королевы Испании 2007.
- обладатель Суперкубка Испании 2006.

- двукратная чемпионка мира среди клубных команд — 1991, 1994.
- 5-кратная чемпионка Южной Америки среди клубных команд — 1989—1992, 1997.
- победитель розыгрыша Кубка топ-команд ЕКВ 2007.

### Индивидуальные
- 1989: лучшая связующая молодёжного чемпионата мира.
- 1991: лучшая связующая клубного чемпионата мира.
- 1993: лучшая связующая Мирового Гран-при.
- 1994: лучшая связующая чемпионата Бразилии.
- 1994: лучшая связующая клубного чемпионата мира.
- 1994: MVP и лучшая связующая Мирового Гран-при.
- 1995: MVP и лучшая связующая чемпионата Бразилии.
- 1996: MVP и лучшая связующая чемпионата Бразилии.
- 1996: лучшая связующая Мирового Гран-при.
- 1997: лучшая связующая чемпионата Бразилии.
- 1998: MVP и лучшая связующая чемпионата Бразилии.
- 2000: MVP чемпионата Бразилии.
- 2001: лучшая связующая чемпионата Бразилии.
- 2003: лучшая связующая чемпионата Бразилии.
- 2004: MVP и лучшая связующая чемпионата Бразилии.
- 2004: лучшая связующая Мирового Гран-при.
- 2005: лучшая связующая чемпионата Бразилии.
- 2006: лучшая связующая чемпионата Бразилии.

## Семья
Муж (с 1999 по 2020) — бразильский волейбольный тренер Бернардиньо.
Дочери — Жулия, Витория. 